# Campo do Brito (kommun)
Campo do Brito är en kommun i Brasilien.   Den ligger i delstaten Sergipe, i den östra delen av landet, 1 300 km öster om huvudstaden Brasília. Antalet invånare är 16 766.
Följande samhällen finns i Campo do Brito:
- Campo do Brito

Omgivningarna runt Campo do Brito är huvudsakligen savann. Runt Campo do Brito är det ganska tätbefolkat, med 65 invånare per kvadratkilometer.